# Midhemel
De midhemel of Medium Coeli (MC) is een punt dat in de astrologie gebruikt wordt voor de duiding van een horoscoop. Het is het snijpunt van de meridiaan, de lijn die van noord naar zuid doorheen het zenit loopt met de ecliptica, het vlak waarin de aarde rond de zon draait.

## Huizen
In een astrologisch huizensysteem met kwadranten is de midhemel een van de vier hoeken, samen met ascendant, imum coeli en descendant. In zo'n systeem zoals Placidus en Campanus bepaalt dit het tiende huis, dat gaat over het publieke leven van de persoon in kwestie.